# Pteromalus calenus
Pteromalus calenus är en stekelart som beskrevs av Walker 1843. Pteromalus calenus ingår i släktet Pteromalus och familjen puppglanssteklar. Inga underarter finns listade i Catalogue of Life.